# Vilar Torpim
Vilar Torpim ist ein Ort und eine ehemalige Gemeinde (Freguesia) im portugiesischen Kreis Figueira de Castelo Rodrigo. Die Gemeinde hatte 213 Einwohner (Stand 30. Juni 2011).
Am 29. September 2013 wurden die Gemeinden Vilar Torpim und Escarigo zur neuen Gemeinde União das Freguesias de Almofala e Escarigo zusammengeschlossen. Vilar Torpim ist Sitz dieser neu gebildeten Gemeinde.